# Phyllachora velatispora
Phyllachora velatispora är en svampart. Phyllachora velatispora ingår i släktet Phyllachora och familjen Phyllachoraceae.

## Underarter
Arten delas in i följande underarter:
- hillianae
- velatispora